# Воєвода (Гомельський район)
Воєвода (біл. Ваявода) — селище і залізнична станція Зябровка (на лінії Гомель — Тереховка), в Зябровській сільраді Гомельського району Гомельської області Білорусі.

## Географія

### Розташування
За 15 км на південний схід від Гомеля.

## Транспортна мережа
Автомобільна дорога Зябровка — Гомель.
Планування складається з прямолінійної, майже широтної вулиці, забудованій двосторонньо дерев'яними будинками садибного типу.

## Історія
Засноване в XIX столітті переселенцями з сусідніх сіл.
У 1926 році працювало відділення зв'язку, в Логуновській сільраді Носовицького району Гомельського округу. У 1931 році організований колгосп.
Під час німецько-радянської війни 11 жителів загинули на фронті.

## Населення

### Чисельність
- 2004 — 72 господарства, 153 жителі.